# رود اوهایو

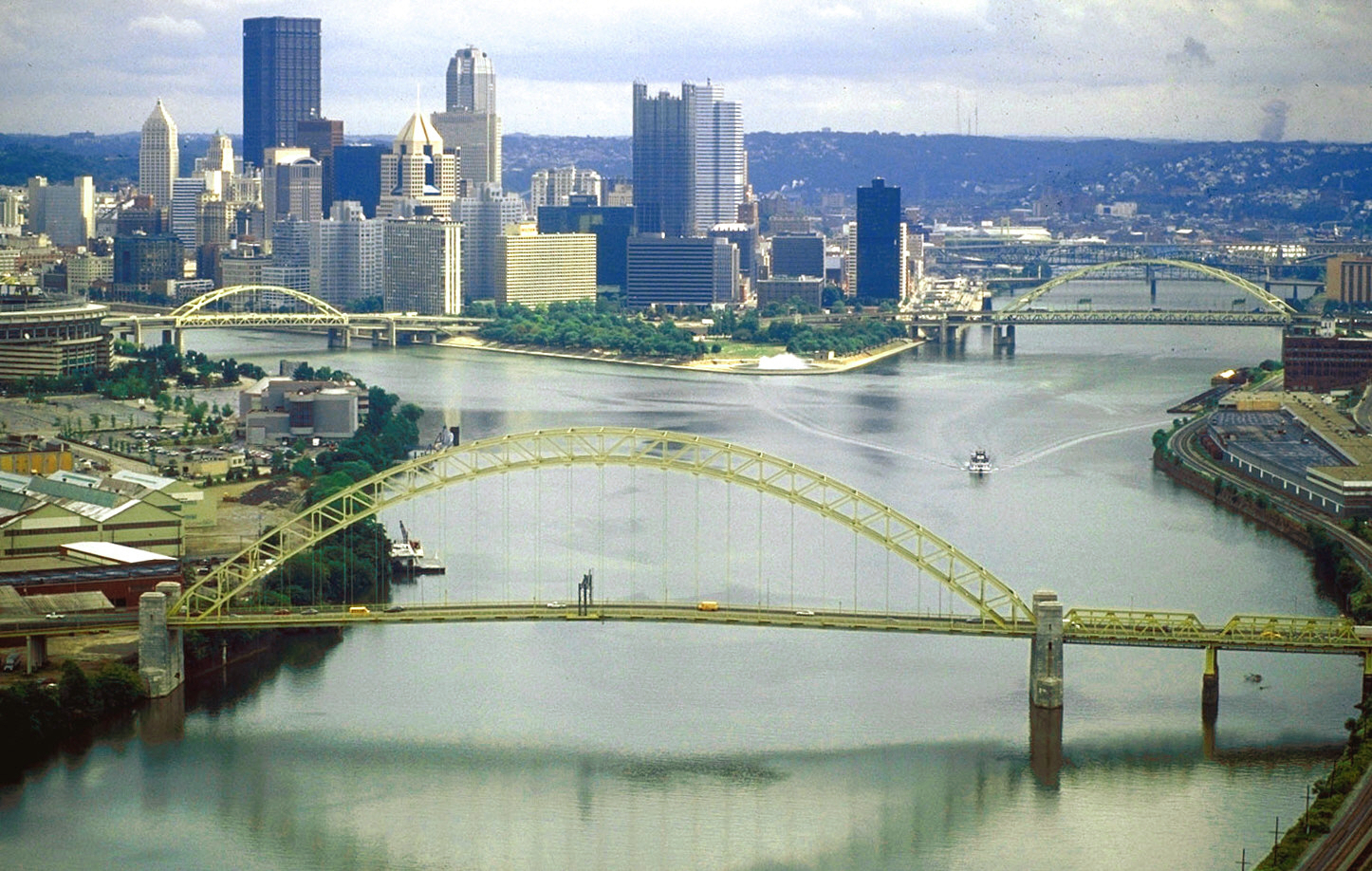
نمایی از رود اوهایو در عبور از شهر پیتسبورگ

رود اوهایو (به انگلیسی: Ohio River) از رودهای بلند ایالات متحده آمریکا می‌باشد. رود اوهایو شاخه‌ای از رود میسیسیپی است که از غرب  ایالت پنسیلوانیا شروع شده و تا دهانه آن در رود میسیسیپی در گوشه جنوبی ایالت ایلینوی کشیده شده‌است.
این رود در طول رود ۱۵۷۹ کیلومتر خود از ۶ ایالت عبور می‌کند. حوزه آبریز رود اوهایو شامل ۱۵ ایالت است و بزرگترین آبریز آن رود تنسی می‌باشد که خود از تعدای از ایالت‌های جنوبی سرچشمه گرفتهو منبع آب آشامیدنی برای بیش از سه میلیون نفر می‌باشد.

## نگارخانه

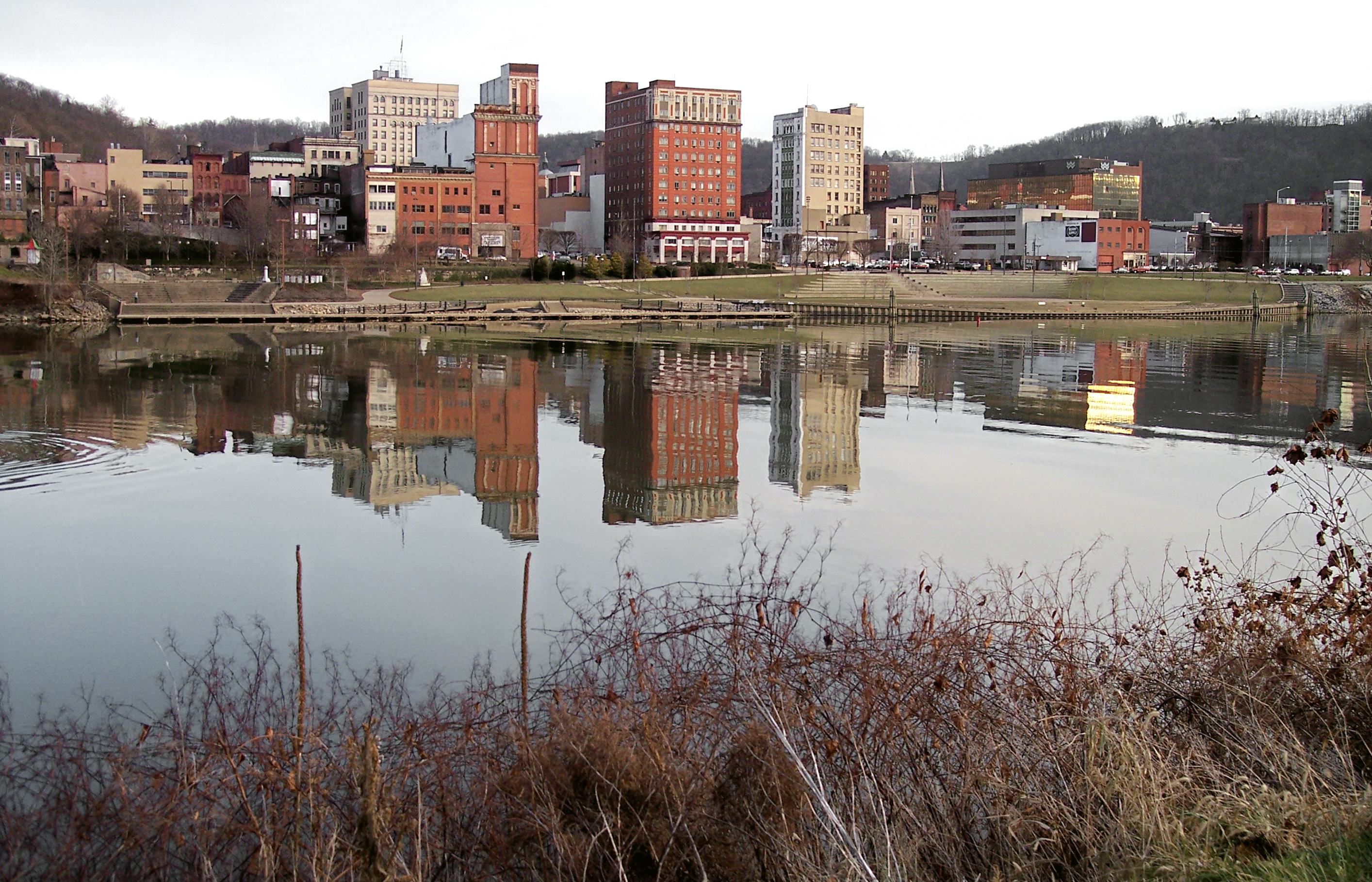
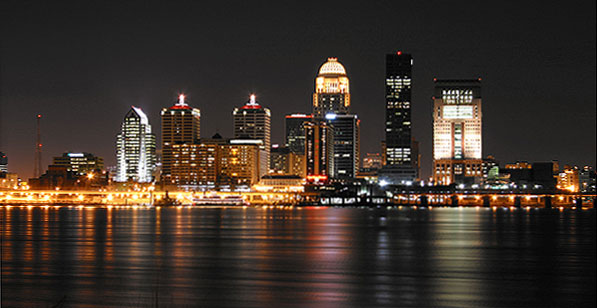
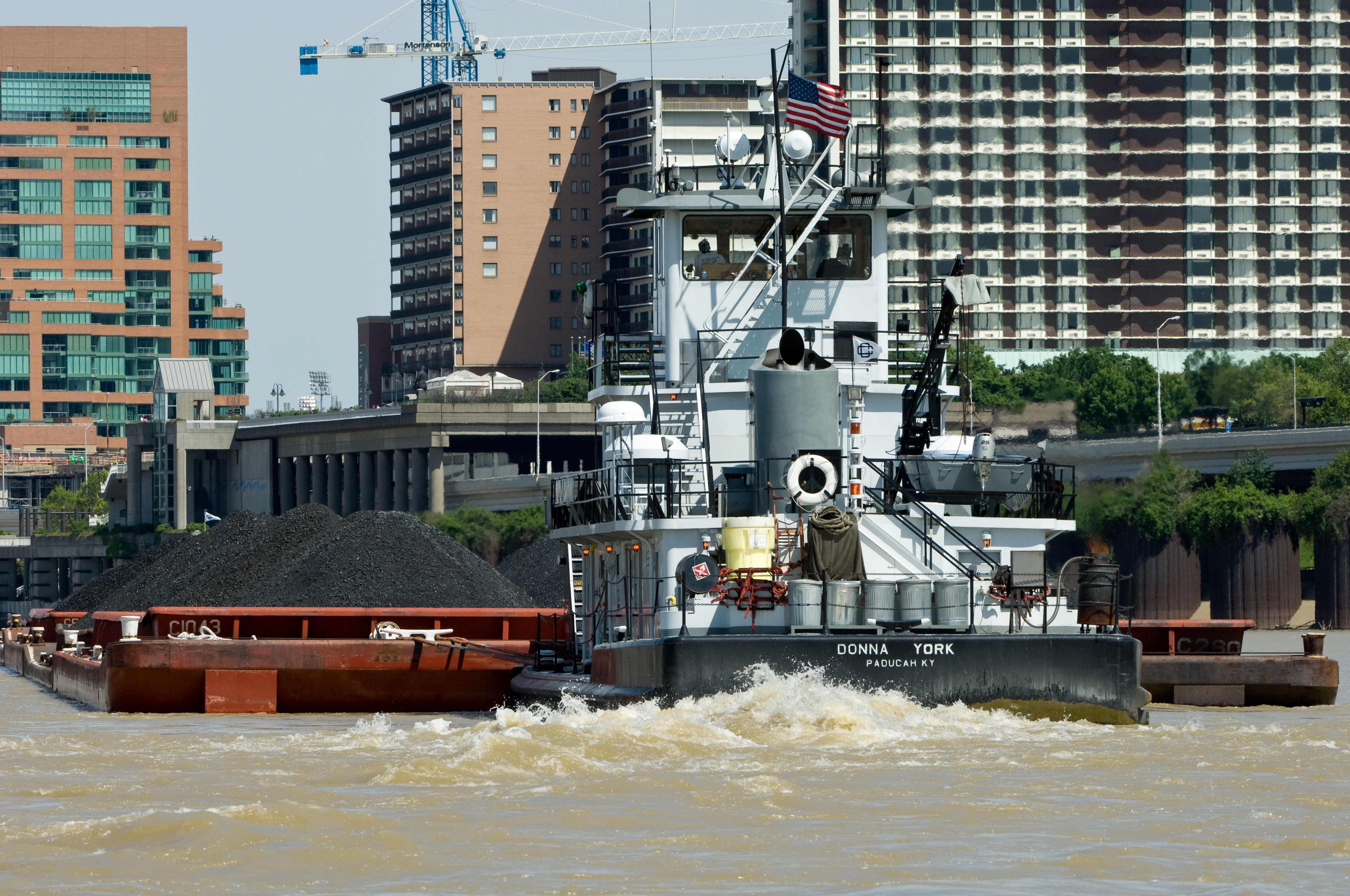
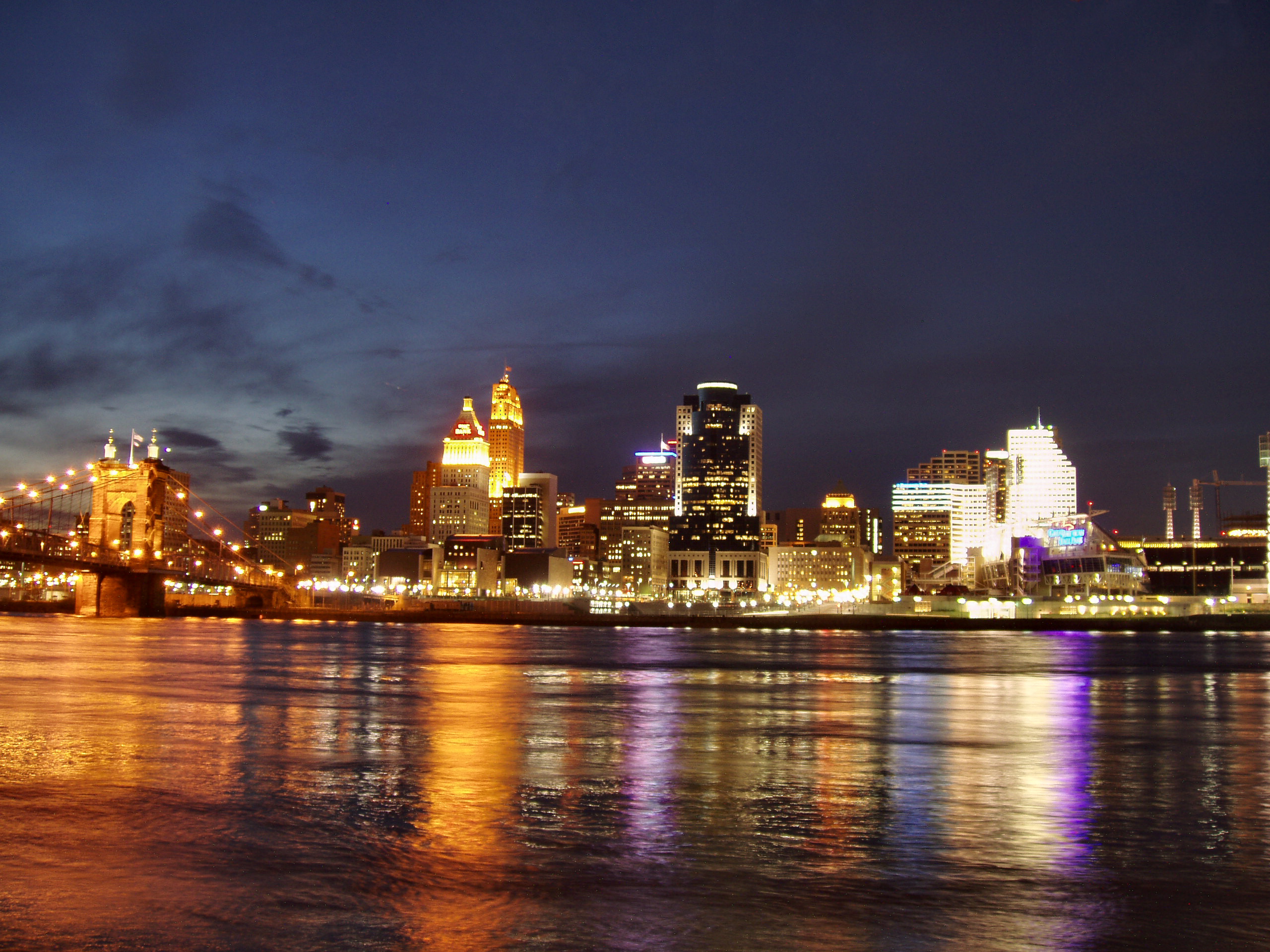